# Madriz (departamento)
Madriz é um departamento da Nicarágua, sua capital é a cidade de Somoto.
Fica localizado no norte do país na fronteira com Honduras. 
Sua principal atividade econômica baseia-se na produção de café e de cereais básicos.

## Municípios
1. Las Sabanas
2. Palacagüina
3. San José de Cusmapa
4. San Juan de Río Coco
5. San Lucas
6. Somoto
7. Telpaneca
8. Totogalpa
9. Yalagüina